# Səməd Vurğun
Səməd Yusif oğlu Vurğun właśc. Səməd Yusif oğlu Vəkilov (ur. 21 marca 1906 w Yuxarı Salahlı w rejonie Qazax, zm. 27 maja 1956 w Baku) – azerbejdżański poeta, dramatopisarz i działacz polityczny.

## Życiorys
Uczył się w seminarium nauczycielskim w Qazax, w 1925 zaczął publikować wiersze i poematy w gazecie „Yeni Fikir” („Nowa Myśl”) w Tbilisi. Został nauczycielem azerskiego języka i literatury w Qazax, Qubie i Gandży, w 1929 wstąpił na Wydział Literacki Uniwersytetu Moskiewskiego, w 1934 wydał zbiór wierszy Könül dəftəri. W 1937 napisał dramat poetycki Vaqif, a w 1941 Farhad i Szirin (polski przekład trzeciego aktu ukazał się w 1967 w czwartym numerze „Przeglądu Orientalistycznego”). W 1945 został członkiem Azerbejdżańskiej Akademii Nauk, w 1948 brał udział w Światowym Kongresie Kultury we Wrocławiu. Stworzył nową szkołę poetycką, uprościł język poetycki, był przeciwnikiem „czystej sztuki”. Tworzył poezję współczesną, tłumaczył literaturę rosyjską i utwory klasyków Wschodu. W 1940 został członkiem WKP(b). Był deputowanym do Rady Najwyższej ZSRR od 1 do 4 kadencji. W 1947 odwiedził Anglię i Berlin, a w 1951 Bułgarię, w październiku 1955 wchodził w skład delegacji ZSRR do Wietnamu, gdzie zachorował i wkrótce trafił do szpitala w Chinach. Polskie przekłady jego wierszy ukazały się w 1979 w Antologii poezji radzieckiej. Jego imieniem nazwano ulicę w Moskwie, bibliotekę w Kijowie, szkołę w Duszanbe i technikum w Bułgarii.

## Nagrody
- Order Lenina (dwukrotnie)
- Nagroda Stalinowska (dwukrotnie – 1941 i 1942)
- Medal Puszkina

I dwa inne ordery.